# Chrysler K
Chrysler K — прототип американского тяжёлого танка, разработанный компанией Chrysler Motor Corporation в 1946 году на ответ советскому тяжёлому танку ИС-3.

## История создания
При появлении ИС-3 на Берлинском параде победы в 1945 году, европейские страны начали задуматься о создании тяжеловооруженных танков с мощным вооружением и бронированием, чтобы противодействовать новому советскому танку. В первую очередь, такими работами занялись США, у которых на то время единственным тяжёлым танком был M26 Pershing, который не был способен противостоять ему.
1 ноября 1945 года был созван «Совет Стилуэлла», названный в честь генерала Джозефа Уоррена Стилуэлла. Выводы этого совета были представлены в отчёте от 19 января 1946 года. В нём была указана необходимость разработки лёгких, средних и тяжёлых танков. Также, согласно отчёту, разработка сверхтяжёлых танков T28 должны быть прекращены. Кроме того, в отчёте было указано, что лучшее противотанковое оружие — это другой танк, поэтому танки должны обладать повышенным бронированием и вооружением.

## Конструирование и проектирование.
14 мая 1946 года на презентации в Форт-Ноксе компания Chrysler Motor Corporation представила свой проект тяжёлого танка с задним расположением башни Chrysler K,  вооружённый 105-мм орудием. Литера «К» в названии танка была связана с фамилией президента корпорации Chrysler и сторонника создания Детройтского арсенала, Кауфмана Тума Келлера.
К сожалению, разработка танка не пошла дальше бумажных чертежей и создания малоразмерного макета. Проект был закрыт в пользу проектирования танков с более традиционной компоновкой. Кроме того, танк обладал рядом особенностей, которые было трудно реализовать в те годы. Не смотря на это, некоторые конструктивные идеи танка Chrysler K были использованы в будущих проектах . Например, идея расположения механика-водителя в башне была использована в M50 и M53, а также в ходе разработки MBT-70.

## Описание конструкции

### Корпус
Компоновочная схема танка нестандартная. Моторно-трансмиссионное отделение располагается в передней части танка. Боевое отделение и отделение управление — в задней части танка.
Бронирование Chrysler K в лобовой проекции составляло 180 мм под наклоном 30 градусов. Броня бортов составляла 76,2 мм под наклоном 20 градусов. Днище было толщиной 25 мм. Ширина танка составляла 3,9 метра, высота — 2,6 метра. Масса танка должна была составить 60 тонн.
Танк должен был оснащаться спонсонами на бортах, в которых устанавливалось дополнительное вооружение. Предполагалось, что спонсоны можно будет снимать при транспортировке по железным дорогам.

### Башня
Башня Chrysler K представляла собой литую полусферу. Такая форма обеспечивала отличное бронирование. Толщина брони всей башни составила 180 мм. Боекомплект для орудия располагался в кормовой части башни, который должен был составить 100 снарядов.
Необычной особенностью Chrysler K являлось расположение механика-водителя в башне вместе с остальными членами экипажа. Считалось, что  это должно улучшить коммуникацию всех членов экипажа. Предполагалось, что сиденье механика-водителя и органы управления танком должны быть независимыми от направления башни.
Башня для танка была не типичной для американских танков и была создана с нуля в виду некоторых её особенностей. Казенная часть орудия T5E1 была достаточно большой. Кроме того, помимо орудия, башня должна была вмещать четырёх членов экипажа и боекомплект. По этим причинам диаметр погона башни составил 2,9 метра, а диаметр башни — 2,1 метра.

### Вооружение
Основным вооружением танка Chrysler K должно было стать 105-мм орудие T5E1 раздельного заряжания. Эта пушка также была установлена на тяжёлые танки Т29 и  M6A2E1,а также на сверхтяжёлый танк Т28. Бронебойный наряд этого орудия на дистанции около одного километра мог пробить 135 мм брони при наклоне 30 градусов или 84 мм при наклоне в 60 градусов.
Орудие было достаточно длинным, поэтому было принято нетипичное для американской школы танкостроения решение —  установить башню в задней части танка, что снизило общую длину танка. В результате, длина машины составила 8,72 м. Углы наведения орудия составили от +25 градусов до -4 градусов.
Дополнительное вооружение танка состояло из трёх крупнокалиберных пулемётов калибра 12,7 мм M2HB и двух пулемётов 7,62 мм М1919А4. Один крупнокалиберный пулемёт был спарен с основным орудием. Два других были размещены в спонсонах в задних частях бортов корпуса. Предполагалось, что их можно будет использовать в качестве зенитных. Остальные пулемёты были установлены в лобовой части танка. Предполагалось, что стрельба из них будет производиться с помощью дистанционного управления от американского бомбардировщика B-29 Superfortress.

### Экипаж
Экипаж танка должен был составить четыре человека. Механик-водитель располагался в передней левой части башни. В его распоряжении было множество перископов, окружающих его место. Место заряжающего должно было располагаться позади него. Место наводчика должно было находиться справа спереди, а место командира — позади наводчика.

### Двигатель и трансмиссия
Поскольку башня была расположена в задней части корпуса, двигатель располагался в передней части. Предполагалось оснастить Chrysler K бензиновым двигателем производства Chrysler мощностью 1200 л.с. Также, предполагалось, что танк будет оснащён двумя электромоторами, которые будут образовывать бортовые передачи.

### Подвеска
Предполагалось, что танк будет оснащён торсионной подвеской. С каждой стороны должно было быть установлено по восемь опорных катков, ведущее колесо в передней части корпуса, а ленивец — в задней. Ширина гусеницы должна была составить 762 мм.